# 松田治
松田 治（まつだ おさむ、1940年6月12日 - 2006年）は、日本の古典古代文学者。

## 略歴
奄美大島生まれ。東京教育大学文学部卒業。東京大学大学院西洋古典学修士課程修了。
流通経済大学教授、つくば国際大学教授。

## 著書
- 『ローマ神話の発生 ロムルスとレムスの物語』 社会思想社 1980.11
  - 現代教養文庫 1992.8、「ローマ建国伝説」講談社学術文庫 2007.5
- 『世界の英雄伝説 7 アエネアスの冒険 ローマ建国の英雄たち』 筑摩書房 1987.4
- 『古代神話の英雄像 ギリシャ・ローマ神話論の試み』 八千代出版 1988.5 (関東学院大学人文科学研究所叢書）
- 『トロイア戦争全史』講談社学術文庫 2008.9

### 翻訳
- 『ギリシア神話の本質』 G・S・カーク、辻村誠三・吉田敦彦共訳 叢書ウニベルシタス・法政大学出版局 1980,10
- 『世界文学の文献学』 エーリヒ・アウエルバッハ、高木昌史・岡部仁共訳 みすず書房 1998.9
- 『トロイア戦記』 クイントゥス 講談社学術文庫 2000.9
- 『ヘレネー誘拐・トロイア落城』 コルートス／トリピオドーロス 講談社学術文庫 2003.2
- 『ギリシャ神話集』 ヒュギーヌス、青山照男共訳　講談社学術文庫 2005.2